# 班姓
班姓，在《百家姓》中排第235位。

## 起源
- 出自春秋时期楚国令尹子文之后。
- 出自春秋时期宋国大夫耏班，其子孙改以先祖的名字为姓氏，称班氏。
- 出自春秋时期鲁国巧匠魯班，后代以先祖的名字为姓氏，称班氏。
- 源於回族——出自明朝時期古里國回回舍班，屬於以先祖名字爲氏。
- 源於滿族，改為漢姓。

## 分布
班氏的人口總數在中國大陸和台灣，皆未列入百家姓前三百位。一般的班姓都是分佈於今日的河南省、山東省、陝西省等黃河流域地區。

## 郡望
- 扶風郡：位處今陝西省扶風縣一帶。漢時班超一家正出自此郡。
- 黎陽郡：位於今河南省中部。

## 延伸阅读
[在维基数据编辑]
 《百家姓》
 《欽定古今圖書集成·明倫彙編·氏族典·班姓部》，出自陈梦雷《古今圖書集成》